# 省躬草堂

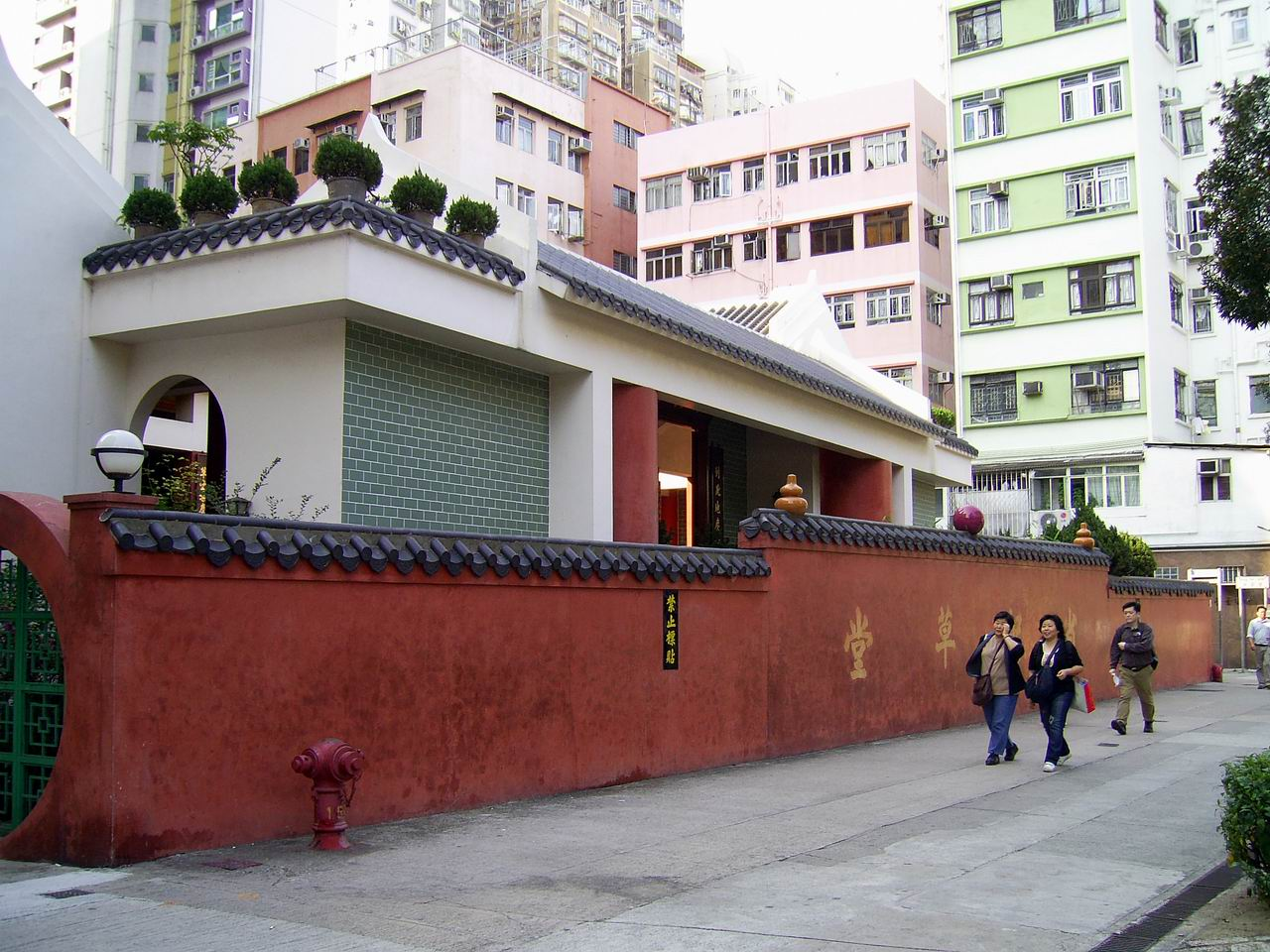
省躬草堂

省躬草堂是香港新界大埔區內歷史最悠久的道堂，位於大埔舊墟汀角路。
省躬草堂建於1936年，供奉廣成子，並在區內贈醫施藥。1990年，省躬草堂按舊貌進行重建工程。